# Accident ferroviaire d'Eckwersheim
L’accident ferroviaire d'Eckwersheim est un déraillement - de type renversement - survenu sur la ligne à grande vitesse (LGV) Est européenne le 14 novembre 2015 à Eckwersheim, près de la gare de Vendenheim, à une dizaine de kilomètres au nord de Strasbourg, dans le Bas-Rhin. Le bilan des victimes est de 11 morts et de 21 blessés graves. Le déraillement de cette rame est le premier à causer des morts et des blessures graves et mène en octobre 2024 à la condamnation de la SNCF et d'entreprises ou cadres impliqués dans l'accident, dont le conducteur de train.
L'accident implique une rame TGV spéciale, qui circulait ce jour-là pour réaliser des essais d'homologation du deuxième tronçon de cette nouvelle ligne. Ces essais étaient encadrés par Systra, (société d'ingénierie ferroviaire). Parmi les 53 personnes à bord se trouvaient des cheminots et des invités (dont des enfants). 
La rame réalisait pour la première fois cet essai en survitesse à ce point de la ligne. Les systèmes de contrôle automatique de la vitesse (TVM-430 et ERTMS) avaient été désactivés. Deux minutes avant le déraillement, la rame circulait à 360 km/h.
Le BEA-TT, (Bureau enquête Accident) dans son rapport définitif, a précisé que « la cause directe de l’accident est la vitesse excessive dans une courbe serrée de 945 m de rayon, » expliquée par « un freinage inapproprié » et trop tardif.

## Déroulement

### Déraillement
Le 14 novembre 2015, une rame TGV aménagée pour réaliser des essais déraille alors qu'elle se trouve sur le territoire de la commune d'Eckwersheim, près de Strasbourg,,, à 15 h 4.
La rame Dasye 744 testait le second tronçon de la ligne à grande vitesse Paris – Strasbourg, non encore ouvert au service commercial. Lors d'une marche d'essai en sens banalisé (ou impair) sur la voie de droite en direction de Strasbourg (voie 2), l'accident est survenu au PK 404,0 de la ligne, à proximité des viaducs du canal de la Marne au Rhin, dans une courbe praticable à 160 km/h permettant le raccordement avec les lignes classiques et la gare de Vendenheim. Selon le conducteur, le train circulait à 176 km/h, la vitesse assignée par le plan de route sur ce tronçon. L'enquête interne de la SNCF révèlera une entrée en courbe à une vitesse de 265 km/h, supérieure à la vitesse de renversement de la rame.
Sous l'effet centrifuge des forces d'inertie, la rame articulée de huit voitures duplex aurait basculé puis déraillé. La rame a ensuite dévalé le talus et traversé le canal. Les différentes voitures se sont dispersées dans l'espace entre les deux voies tandis que la motrice de queue s'est immobilisée dans le canal,,. L'arrière de la motrice de tête a également déraillé puis s'est disloqué en brisant le parapet en béton du pont. Le bogie arrière s'est encastré dans la poutre gauche du pont contre laquelle la motrice a ripé avant de finir sa course 150 m après le pont. L'huile du transformateur s'est dispersée et a pris feu,.
La rame avait à son bord cinquante-trois personnes, dont des techniciens de la SNCF et de Systra (certains travaillant ce jour-là, d'autres en week-end) et des personnes invitées à assister à des pointes de vitesses : collègues, parents, compagnons, amis, voisins, proches et quatre enfants,.
La ministre de l’Écologie, du Développement durable et de l’Énergie, Ségolène Royal, et le secrétaire d’État chargé des Transports, de la Mer et de la Pêche, Alain Vidalies, se sont rendus sur place dans les heures suivant l'accident, ainsi que Guillaume Pepy, président de la SNCF et de SNCF Mobilités, et Jacques Rapoport, président de SNCF Réseau.

Plan de la phase 2 de la LGV Est.
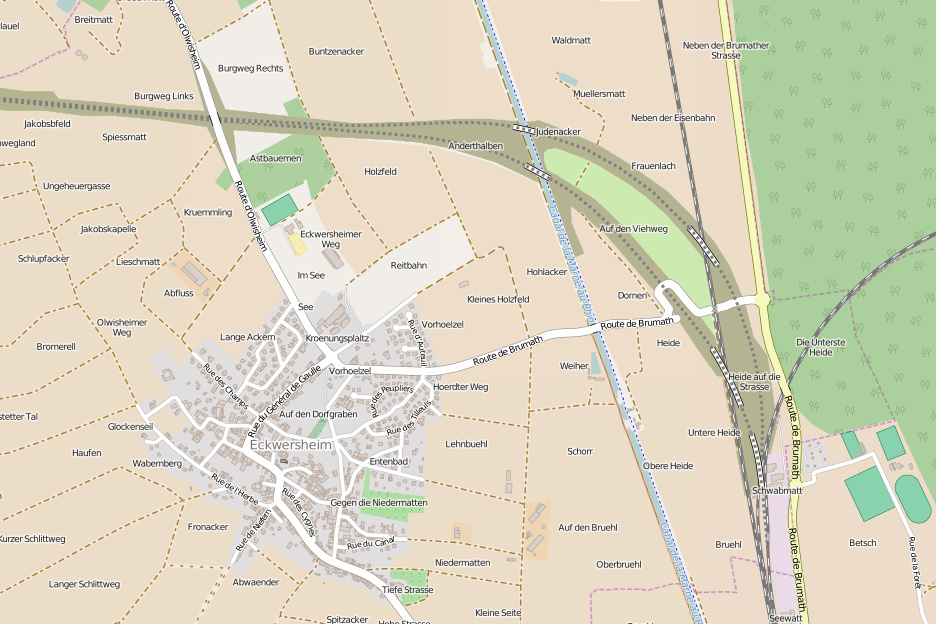
La rame, qui circulait d'ouest vers l'est en direction de Strasbourg, a déraillé dans la courbe précédant le viaduc.
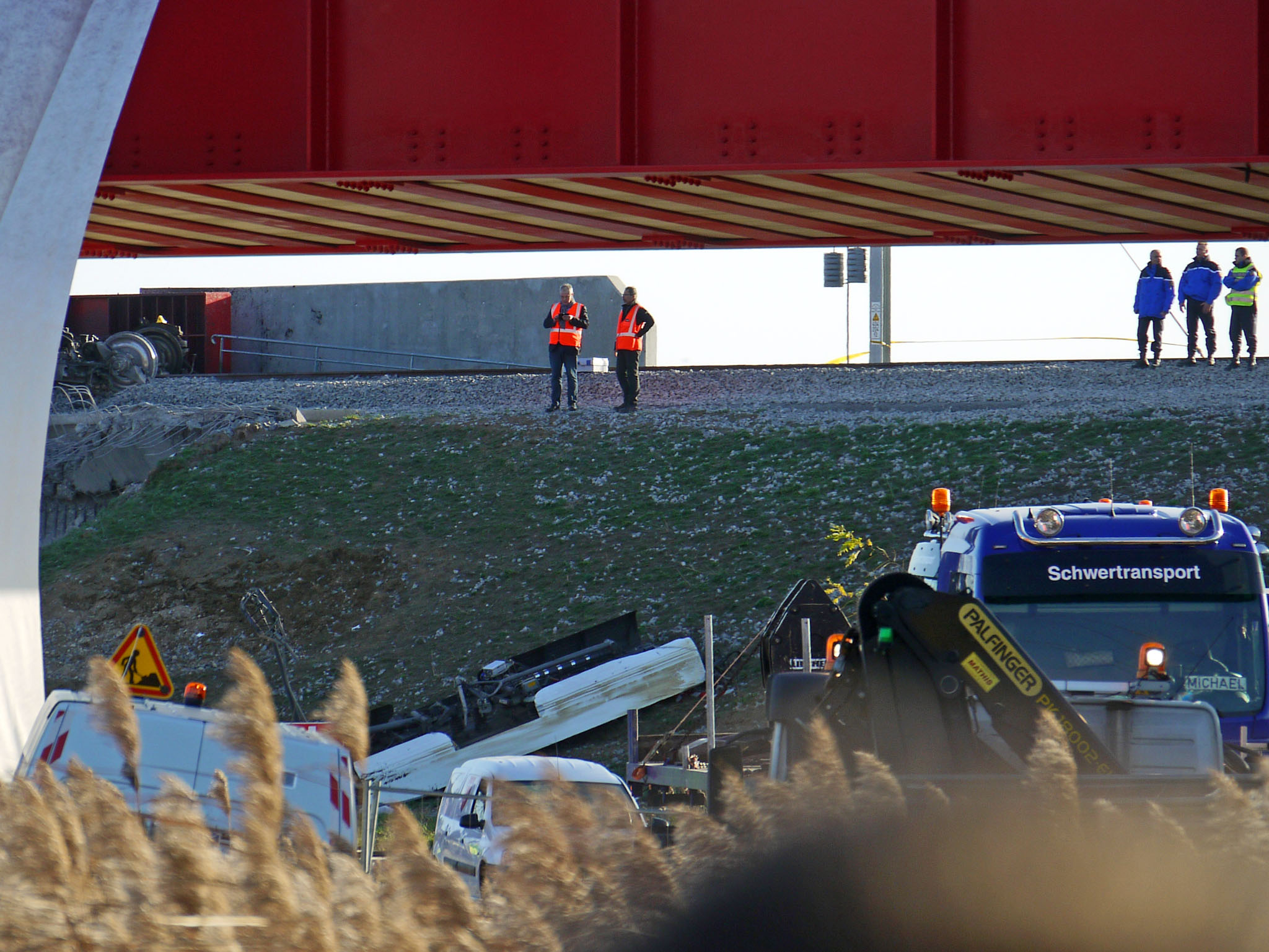
Quelques éléments se sont détachés des motrices, lors de l'accident : le bogie arrière de la motrice de tête (29788) et les pantographes de la motrice de queue (29787).

### Secours
Peu avant 17 h 45, le dispositif plan rouge est déclenché. Le SAMU, le Service départemental d'incendie et de secours du Bas-Rhin (SDIS 67) et cent gendarmes sont mobilisés. Une centaine de secouristes d'associations de secours à personnes, comme la Croix-Rouge et la Protection civile, sont également dépêchés et arrivés sur place.
Les blessés légers ainsi que les rescapés de l'accident et les témoins psychologiquement atteints, ont été accueillis dans l'école d'Eckwersheim par des secouristes de la Croix-Rouge et de la Protection civile.
Un poste de commandement des secours a été installé près du lieu de l'accident pour prendre en charge les blessés graves.
Au total, les interventions menées par les services de secours ont duré plus de 30 heures, au cours desquelles 291 pompiers, provenant de toutes les casernes du Bas-Rhin mais aussi de la Moselle et du Haut-Rhin, ont été mobilisés. Le coût des opérations est estimé à 100 000 euros.

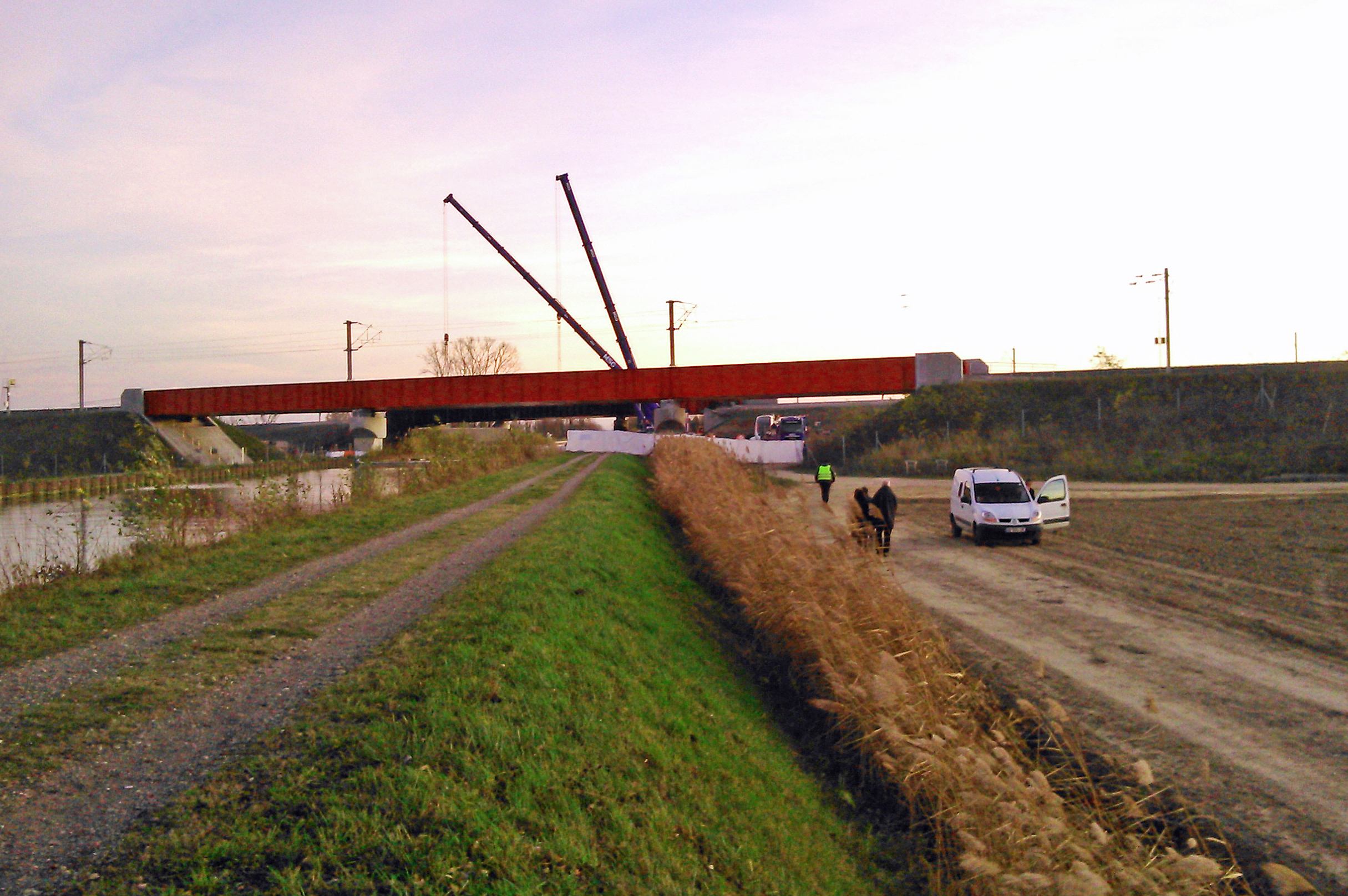
Vue d'ensemble du site du déraillement, le 15 novembre 2015.
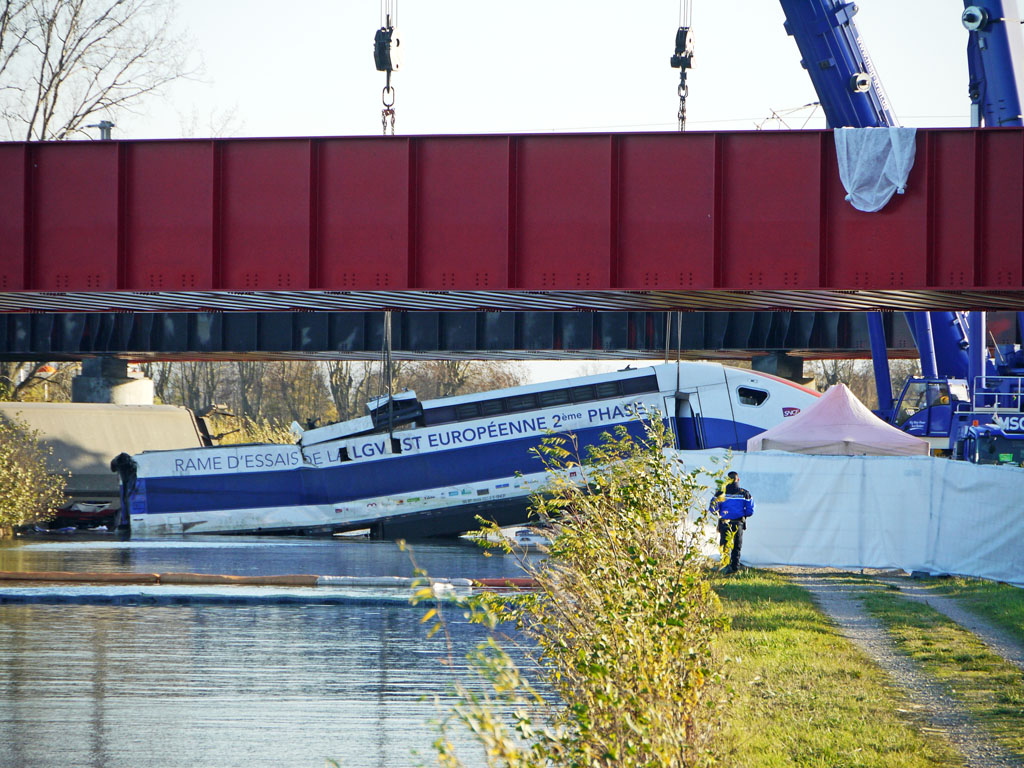
Relevage de la motrice.

## Bilan

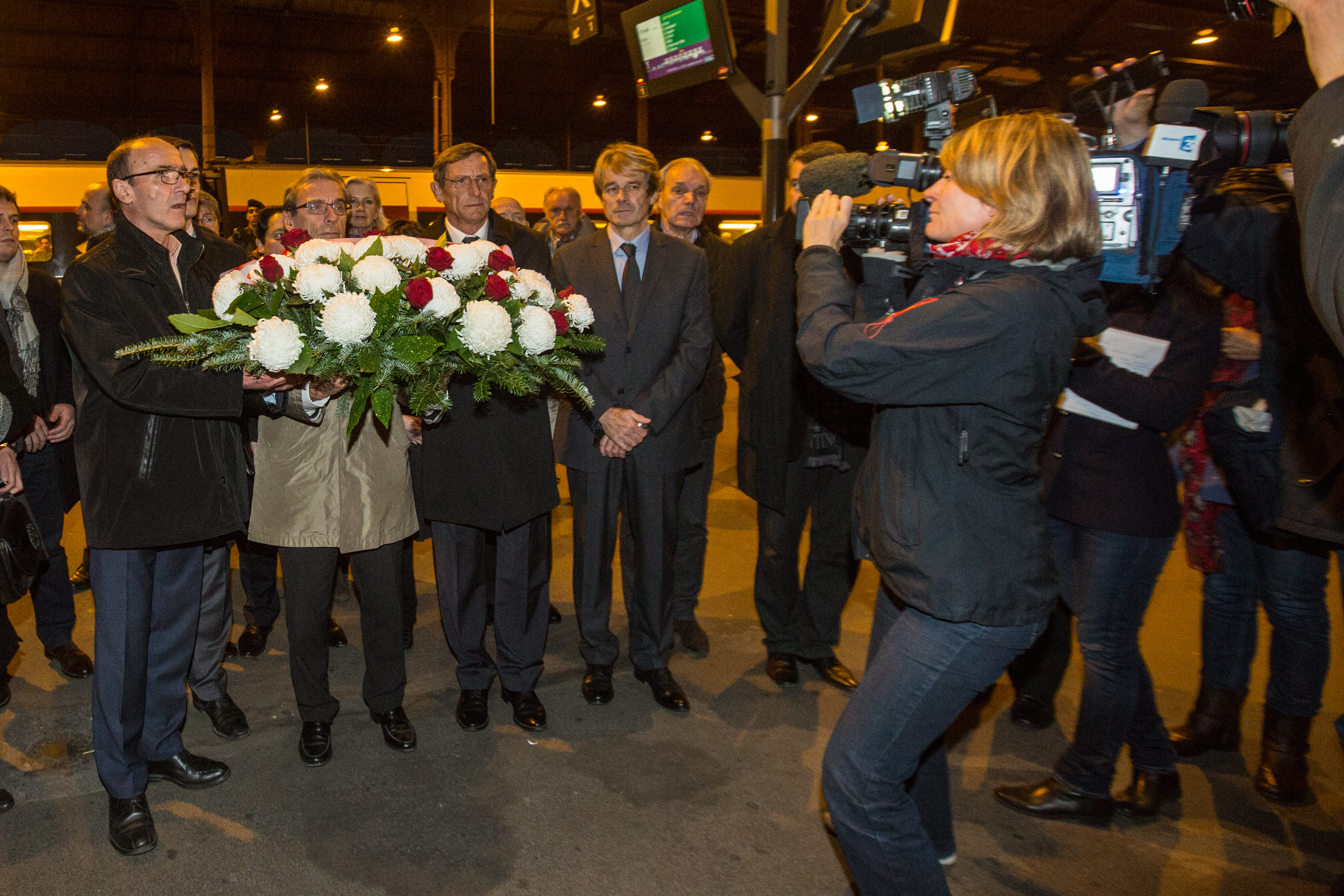
Cérémonie d’hommage aux victimes en gare de Strasbourg, le 16 novembre 2015 (les corps des victimes ne sont alors pas encore tous retrouvés).

Le train a déraillé (et l'huile contenue dans le transformateur de la motrice de tête a pris feu, ce dernier ayant percuté le parapet du viaduc), avant de tomber dans le canal de la Marne au Rhin (où la motrice de queue a terminé sa course),. Onze personnes ont été tuées : quatre agents de la SNCF, y compris le directeur du projet de la ligne à grande vitesse, cinq techniciens experts de Systra, l'entreprise d'ingénierie qui supervisait les essais ainsi que deux personnes invitées. Il y a en outre 42 blessés, dont 21 dans un état grave ; les quatre mineurs à bord n'ont été que légèrement blessés,.
Avant cet accident, d'autres déraillements de TGV ont eu lieu en France. Ces derniers n'ont tout au plus provoqué que des blessures légères. Le déraillement de cette rame est ainsi le premier et unique accident de l'histoire du TGV à causer des morts et des blessures graves sans cause extérieure connue.

## Causes
Trois enquêtes ont été diligentées : une enquête judiciaire, une enquête confiée au bureau d'enquêtes sur les accidents de transport terrestre (BEA-TT), organisme chargé d'enquêter sur les accidents ferroviaires en France, et une enquête interne à la SNCF,.
L'enregistreur d’événements ATESS (Acquisition Temporelle des Evénements de conduite Statique de Sécurité), la « boîte noire », sera trouvé sans son scellé et parfaitement accessible. Or, c'est à partir de ce boîtier que l'on peut déterminer la vitesse du train, sa position selon sa vitesse, ainsi que toutes les instructions de pilotage et de freinage. De plus, lors d'une réunion organisée par la SNCF, Systra et le BEA-TT pour informer les familles, il apparaît qu'aucune de ces institutions n'est en mesure de préciser à quel point kilométrique réel correspond le point kilométrique zéro d'enregistrement ATESS, dont dépend pourtant toute affirmation relative à la position du train et à sa vitesse.
Le BEA-TT, dans son rapport définitif, a précisé que « la cause directe de l’accident est une vitesse excessive dans une courbe serrée de 945 m de rayon », expliquée par « un freinage inapproprié » et trop tardif. Ce freinage inapproprié, résulte lui-même de trois séries de causes : « une stratégie de freinage inadaptée » ; « une incompréhension entre le « cadre transport traction » et le reste de l’équipage sur les modalités de freinage » ; « un appel interphonique pendant le freinage qui a perturbé le CTT [cadre transport traction] ».
Le rapport du pôle CAB3 du CIM (Centre d’ingénierie du matériel de la SNCF), en annexe du rapport définitif du BEA-TT, suggère qu'une réduction de la vitesse de l'ordre de 15 à 20 km/h aurait pu éviter le déraillement. Le CIM (SNCF) rédige ce rapport pour le compte de son client, BEA-TT (organisme public indépendant).
Dans les jours et les mois suivant l’accident, plusieurs hypothèses avaient été avancées :
- une arrivée beaucoup trop rapide dans le raccordement de Vendenheim qui marque la fin de ligne à grande vitesse[25][source insuffisante]. Pour permettre les essais de survitesse demandés pour tester la nouvelle ligne, les systèmes de contrôle embarqués TVM-430 et ERTMS étaient désactivés dans la rame d'essai ;
- le BEA-TT, dans une note d'étape, mettait en doute la nécessité de faire un balayage exhaustif en survitesse[26]. Le BEA-TT avait remarqué[26] que la marche du 14 novembre 2015 prévoyait d'aller au-delà de la survitesse de +10 % — par rapport à la vitesse de conception de la ligne — exigée pour une homologation (360 km/h au lieu de 352 km/h) ;
- une défaillance mécanique soit sur la voie (rail cassé, objet étranger, affaissement de voie), soit sur la rame (rupture d'une roue, perte de freinage, rupture d'une boite d'essieu sous l'effet des échauffements dus aux nombreux freinages le 14 novembre[27]). Il y a déjà eu par le passé des accidents dus à un rail cassé ou un affaissement de voie, mais cela n'avait provoqué qu'un déraillement partiel[28]. L'hypothèse d'une défaillance technique avant l'arrivée dans la courbe pourrait être étayée par certains témoignages selon lesquels, la rame émettait déjà de la fumée avant de dérailler[29] ;
- un acte malveillant. Cependant, l'hypothèse d'un sabotage est exclue, avant toute enquête par la ministre de l’Écologie, du Développement durable et de l’Énergie, Ségolène Royal[30], en déplacement sur le site. Cette hypothèse figure parmi celles considérées par le procureur-adjoint du parquet de Strasbourg, Alexandre Chevrier, mais elle demeure secondaire, faute d'avoir suffisamment d'éléments pour l'étayer ;
- dans leur rapport d'étape, les experts judiciaires évoquent la dangerosité du tracé de la ligne[31].

Au début de l'enquête, ledit procureur-adjoint a fait savoir qu'aucune hypothèse n'était écartée, que ce soit attentat, malveillance ou problème technique.
L'enquête interne immédiate de la SNCF affirme cependant que l'accident aurait été provoqué par une vitesse excessive en courbe, comme l'a fait savoir le président de la SNCF le 19 novembre 2015. Celui-ci a indiqué que l'enquête interne à la SNCF a montré qu'au moment de l'accident, la rame roulait à 243 km/h au lieu de 176 km/h, vitesse définie pour l'essai, et que « cette vitesse inadaptée pourrait être la conséquence d'un freinage trop tardif » à l'entrée de la zone de l'accident, la rame roulait à 265 km/h, là où sa vitesse aurait dû également n'être que de 176 km/h). La présence de sept personnes dans la cabine de conduite a également été relevée ; elle pourrait avoir contribué à un manque d'attention du conducteur,.
Le 8 février 2016, le bureau d'enquêtes sur les accidents de transport terrestre (BEA-TT) a affirmé que « la vitesse très excessive de la rame d’essai est la cause unique de son déraillement ». Le bureau faisait reposer cependant cette affirmation sur un calcul qu'il a reconnu ensuite être encore approximatif et reconnaît que « La connaissance de cette cause [vitesse excessive] n’exclut pas a priori qu’il puisse y avoir d’autres causes de déraillement d’un train ». L'enquête du BEA-TT a révélé que dans la courbe limitée à 176 km/h en amont de l’accident, la rame circulait à la vitesse de 265 km/h. Au point de déraillement situé 200 mètres plus loin, le train circulait encore à 243 km/h. Le freinage se serait révélé trop tardif d'environ douze secondes. Le BEA-TT indique également que les causes de ce freinage tardif apparaissent « multiples » et ne sont « pas encore complètement établies ». Toutefois les éléments de l'enquête du BEA-TT « ne permettent pas a priori de remettre en cause le sérieux » du personnel chargé de l’exécution des essais « ni de mettre en évidence que la présence d’invités à bord de la rame ait pu jouer un rôle significatif dans l’accident ». Le BEA-TT suggère néanmoins qu'il y aurait eu une interprétation littérale des principes d'homologation mettant ainsi en cause la pertinence ou l'interprétation de ces principes.
Le 28 octobre 2017, les experts judiciaires ont rendu leur rapport aux juges. Ce rapport confirme le freinage tardif, mais évoque aussi le manque d'organisation et de communications au sein des entreprises Systra et SNCF. Il indique que le poids des passagers a augmenté le risque de déraillement en élevant les centres de gravité des voitures. Dans une annexe, les experts rapportent également une pression anormalement basse dans la conduite générale du frein d'urgence, sans que cela ait affecté les performances de freinage, considérées comme optimales.
Le 3 septembre 2021, le parquet de Paris annonce avoir requis le renvoi en procès de la SNCF, Systra et SNCF Réseau, ainsi que trois de leurs employés, pour « blessures et homicides involontaires par maladresse, imprudence, négligence ou manquement à une obligation de sécurité ».

## Aspects techniques

### Détermination des vitesses
| Les différentes vitesses | Valeurs               | Autres dénominations |
| --- | --------------------- | -------------------- |
| Vitesse commerciale maximale de la rame TGV | 320 km/h              | Vmax nominale        |
| Vitesse maximale à laquelle Alstom a effectivement testé la rame TGV (pour les séries Dasye et Euroduplex)                                                             | 350 km/h              |                      |
| Vitesse commerciale maximale de la LGV Paris – Strasbourg | 320 km/h              | Vmax de conception   |
| Vitesse minimale à atteindre pour homologuer les portions de voie qui seront parcourues à 320km/h en usage commercial (selon les prescriptions du référentiel IN-3279) | 352 km/h              | Vitesse cible        |
| Plus haute vitesse atteinte le 14 novembre 2015 selon l'enregistreur de bord (ATESS)                                                                                   | 362 km/h              |                      |
| Vitesse commerciale maximale dans la courbe de Vendenheim (voie 2) | 160 km/h              |                      |
| Vitesse minimale à atteindre dans la courbe de Vendenheim pour pouvoir l'homologuer                                                                                    | 176 km/h              |                      |
| Vitesse commerciale maximale immédiatement après la courbe de Vendenheim pour une circulation dans le sens Strasbourg – Paris                                          | 270 km/h              |                      |
| Vitesse commerciale maximale immédiatement avant la courbe de Vendenheim pour une circulation dans le sens Paris – Strasbourg                                          | 170 km/h              |                      |
| Vitesse minimale prescrite immédiatement avant la courbe de Vendenheim pour une circulation dans le sens Paris – Strasbourg                                            | 330 km/h              |                      |
| Vitesse de la rame au point du déraillement déclarée par le conducteur aux enquêteurs                                                                                  | 176 km/h              |                      |
| Vitesse enregistrée par l'enregistreur de bord (ATESS) au point du déraillement,                                                                                       | 243 km/h              |                      |
| Vitesse enregistrée par l'enregistreur de bord (JRU) au point du déraillement                                                                                          | inconnue              |                      |
| Vitesse à ne pas dépasser lors des essais dynamiques en survitesse (selon les prescriptions du référentiel IN-3279)                                                    | aucune                |                      |
| Vitesse physiquement indépassable dans la courbe de Vendenheim selon le BEA-TT (aidé du CIM)                                                                           | 235 km/h              |                      |
| Vitesse physiquement indépassable dans la courbe de Vendenheim selon les experts judiciaires (aidés d'Alstom)                                                          | 230 km/h              |                      |
| Vitesse physiquement indépassable dans la courbe de Vendenheim selon Alstom                                                                                            | 208 km/h              |                      |
| Vitesse physiquement indépassable dans la courbe de Vendenheim selon le CIM                                                                                            | entre 223 et 228 km/h |                      |
| Vitesse physiquement indépassable selon Pierre Verzat, directeur de Systra                                                                                             | 220 km/h              |                      |

## Médiatisation
Malgré le nombre important de victimes, cet accident, le plus meurtrier impliquant une rame de TGV en France, est passé au second plan médiatique en raison des attentats terroristes survenus la veille dans l'agglomération parisienne, tuant 130 personnes.
Les sources d'un article du Parisien du 5 mars 2016 trahissent le secret de l'instruction en dévoilant illégalement des extraits de déposition contenus dans le dossier judiciaire. Cet article suggère que le freinage tardif aurait été causé par une décision du cadre transport traction (CTT).
Le 25 juillet 2016, le Parisien révèle que lors d’une marche d'essai effectuée le 11 novembre 2015 (trois jours avant l'accident, avec déjà des invités à son bord), l'équipe d'essai avait manifesté des difficultés à respecter la vitesse consigne au PK 400 (franchi à 297,9 km/h pour une vitesse de référence de 230 km/h) sur la voie no 1 (l'accident ayant eu lieu sur la voie no 2) ; toutefois, l'incident n'a pas eu de conséquences sur la vitesse d'entrée en courbe. Ce même article du Parisien rapporte les propos du CTT selon lesquels il aurait prévenu par écrit sa hiérarchie plusieurs semaines avant l'accident.
Le rapport d'étape produit par les deux experts mandatés par la justice indiquerait que « La mise en œuvre des consignes de freinage prévues dans les documents examinés conduisait à faire entrer le train dans la courbe de 945 m de rayon à une vitesse supérieure à celle du basculement » pointant du doigt une erreur de calcul dans la feuille de route. Le début du freinage était spécifié au PK 401 alors qu'il aurait dû se situer un kilomètre plus tôt. Cette erreur aurait été aggravée par l'initiative du CTT qui aurait décidé de repousser le freinage d'un kilomètre supplémentaire. En effet ce cadre aurait jugé, sur la base de l'essai réalisé dans la matinée, que le train disposait d'une marge de sécurité suffisante. Il n'avait pas conscience que le freinage du matin avait en fait débuté 2,5 km plus tôt que ce que prévoyait la feuille de route.
Selon un témoignage rapporté de manière partielle par Le Parisien en juillet 2016, le cadre traction n'aurait pas souhaité dépasser la vitesse de 352 km/h (c'est-à-dire 320 km/h + 10 %). L'article du Parisien ajoute qu'il aurait reçu néanmoins un mail du Centre d'ingénierie du matériel (CIM) invitant les équipes de conduite à élever la vitesse cible minimale à 360 km/h.
Un jardin du souvenir et une stèle commémorative ont été aménagés sur le site de l'accident. Une cérémonie de recueillement s'y déroule le 14 novembre 2016 en présence de Guillaume Pepy (président de SNCF Mobilités et du directoire de la SNCF) et de Patrick Jeantet (président de SNCF Réseau et vice-président du directoire de la SNCF).
Le 28 octobre 2017, les conclusions définitives de l'enquête judiciaire ont été transmises aux familles et aux victimes de l'accident. Selon un article de blog publié sur Mediapart, ce rapport judiciaire estimerait que le poids des passagers (plusieurs tonnes), installés à l'étage des voitures duplex, a élevé le centre de gravité de la rame, et a abaissé la vitesse critique indépassable dans le raccordement d'Eckwersheim d'environ 10 km/h. À la suite de ce rapport d'expertise, la SNCF est convoquée par le juge, pour une possible mise en examen.

## Conséquences
L'ouverture du second tronçon de la ligne à grande vitesse Est européenne, entre Baudrecourt et Vendenheim, a été retardée à la suite de l'accident. Elle entre en service avec trois mois de retard le 3 juillet 2016, au lieu du 3 avril, date initialement prévue. La ligne est dans un premier temps ouverte dans des conditions temporaires. La voie accidentée étant sous scellés judiciaires, les trains circulent d'abord sur une seule voie entre Steinbourg et le raccordement de Vendenheim (environ 27 km). Durant cette période, Jacques Rapoport, président de SNCF Réseau, a indiqué que « le gain de temps ne sera pas tout à fait à la hauteur des 30 minutes »,.
Les essais dynamiques sur la ligne ont repris le 29 février 2016. Un nouveau protocole avec activation du système automatique de contrôle de vitesse est mis en place. La portion de ligne endommagée lors de l'accident, toujours sous scellés judiciaires, est exclue des essais. Pour mener ces essais, la rame Dasye 749 a été spécialement équipée d'instruments de mesure par le technicentre Est européen de Pantin. Le tronçon est homologué pour une vitesse commerciale de 300 km/h contre 320 avant l’accident.
La SNCF organise le 5 mars 2016 une réunion avec les familles des victimes de l'accident afin d'éclaircir les circonstances dans lesquelles il est survenu et aborder le problème de l'indemnisation des victimes. Le président de la SNCF, Guillaume Pepy, a déclaré que tous les passagers (cheminots et invités) seront indemnisés de la même manière,.
Le conducteur de la rame et le « cadre transport traction », tous deux employés de la SNCF, ainsi que le « pilote traction », employé de Systra, sont mis en examen dans le cadre de l'enquête le 12 octobre 2016. Le procès au tribunal correctionnel de Paris est prévu du 4 mars au 16 mai 2024.
La voie accidentée est ouverte au service commercial le 11 décembre 2016 bien avant que les experts judiciaires ne remettent leur rapport d'expertise au juge d'instruction (rapport attendu pour mai 2017).

### Pratique des invitations
Durant toute la campagne d'essais, un grand nombre d'invitations ont été lancées par SYSTRA et par la SNCF. Il existait un règlement intérieur encadrant officiellement ces invitations de personnes étrangères aux essais.
Bien que, après avoir pris connaissance des premiers constats de l'enquête interne SNCF, Guillaume Pepy ait interdit la pratique d'inviter des proches ou des personnes extérieures aux essais, le rapport remis par André-Claude Lacoste et Jean-Luc Wybo à la SNCF recommande que « les personnes extérieures aux équipes d’essais [...] invitées à monter à bord du train d’essais [...] doivent être installées dans une voiture réservée à cet effet avec un ou des accompagnants. ». Le rapport, daté du 7 juillet 2016, prévoit d'ailleurs que des grands écrans soient disposés à l'attention des invités pour qu'ils puissent voir ce qui se déroule en cabine de conduite.

## Procès
Le procès a lieu au tribunal correctionnel de Paris du 4 mars au 16 mai 2024. La SNCF et ses deux filiales (SNCF-Réseau et SYSTRA) sont accusées d'homicides et blessures involontaires, de même que trois cadres de ces entreprises chargés de piloter le TGV le jour de l'accident.
L'enquête, qui a duré huit années, a conclu qu'il n'y a pas eu de défaillance matérielle et que ce sont plusieurs erreurs humaines qui ont mené à la catastrophe ; le procureur est cependant plus sévère envers SNCF Réseau, SNCF et Systra, requérant une amende de 225 000 euros envers cette dernière.
Le verdict est rendu le 10 octobre 2024 : le tribunal reconnaît la culpabilité des trois entreprises et de deux des trois cadres (le troisième est relaxé) et précise dans ses motivations que si un seul d'entre eux n'avait pas failli, l'accident ne se serait pas produit. La SNCF est condamnée à une amende de 400 000 euros, SYSTRA à 225 000 euros et SNCF-Réseau à 150 000 euros. Le conducteur est condamné à sept mois de prison avec sursis, l'autre cadre à quinze mois de prison avec sursis ,.